# Liste des sites mégalithiques du Munster
Cette liste non exhaustive recense les principaux sites mégalithiques du Munster, triés par comté. La province du Munster rassemble six comtés du sud-ouest de l'Irlande.

## Comté de Clare
| Site                  | Type   | Notes | Coordonnées                 | Image |
| --------------------- | ------ | ----- | --------------------------- | ----- |
| Dolmen de Poulnabrone | Dolmen |       | 53° 02′ 56″ N, 9° 08′ 24″ O |       |

## Comté de Cork
| Site                         | Type                  | Notes                                                             | Coordonnées                 | Image |
| ---------------------------- | --------------------- | ----------------------------------------------------------------- | --------------------------- | ----- |
| Carrigagulla                 | Complexe mégalithique | Comprend deux cromlechs, deux alignements et une pierre oghamique | 51° 59′ 57″ N, 8° 55′ 03″ O |       |
| Cromlech de Drombeg          | Cromlech              |                                                                   | 51° 33′ 50″ N, 9° 05′ 14″ O |       |
| Knocknakilla                 | Complexe mégalithique |                                                                   | 52° 00′ 24″ N, 9° 01′ 28″ O |       |
| Ardgroom (en)                | Cromlech              |                                                                   | 51° 44′ 23″ N, 9° 53′ 38″ O |       |
| Beenalaght (en)              | Alignement            |                                                                   | 52° 02′ 09″ N, 8° 45′ 04″ O |       |
| Bohonagh (en)                | Cromlech              |                                                                   | 51° 34′ 48″ N, 8° 59′ 56″ O |       |
| Glantane East (en)           | Complexe mégalithique |                                                                   | 52° 00′ 16″ N, 9° 02′ 41″ O |       |
| Tombe de Labbacallee (en)    | Allée couverte        |                                                                   | 52° 10′ 11″ N, 8° 20′ 13″ O |       |
| Lissyviggeen Stone Circle    | Cromlech              |                                                                   | 52° 03′ 30″ N, 9° 27′ 39″ O |       |
| Cromlech de Templebryan (en) | Cromlech              |                                                                   | 51° 38′ 35″ N, 8° 53′ 00″ O |       |

## Comté de Kerry
| Site                   | Type       | Notes | Coordonnées                  | Image |
| ---------------------- | ---------- | ----- | ---------------------------- | ----- |
| Eightercua (en)        | Alignement |       | 51° 48′ 54″ N, 10° 09′ 29″ O |       |
| Cromlech de Uragh (en) | Cromlech   |       | 51° 48′ 42″ N, 9° 41′ 38″ O  |       |

## Comté de Limerick
| Site                    | Type  | Notes | Coordonnées                 | Image |
| ----------------------- | ----- | ----- | --------------------------- | ----- |
| Cromlech de Grange (en) | Henge |       | 52° 30′ 51″ N, 8° 32′ 30″ O |       |